# フィックスターズ
 株式会社フィックスターズ（英: Fixstars Corporation）は、東京都港区に所在するソフトウェア開発会社。2002年に設立され、2013年に東証マザーズに上場、2016年に東証一部に市場変更。JPX日経中小型株指数の構成銘柄の一つ。フィックススターズではない。CPU、GPU、FPGAなど、最先端の技術を活用して高性能ソフトウェアの開発・提供を行っている。

## 概要
Cell Broadband Engineの登場からそのエコシステムの一員として、ソフトウェアおよびハードウェアのCell/B.E.ソリューションを提供していた。 Cell/B.E.を使った従来のシステムの高速化やプログラム技術の普及活動などの実績がある。また、Cell/B.E.を搭載したPCI Expressボード「GigaAccel 180」を販売していた。 2008年12月～2009年1月にかけてCell/B.E.プログラミングコンテストを開催[2]。Cell/B.E.を含むPOWERアーキテクチャ用Linux 「Yellow Dog Linux」の提供も行っていた。
現在はx86、GPU、ARM、FPGAなど様々なプロセッサ向けのソフトウェア最適化サービスや開発プラットフォームの提供を行っている。 また、アニーリング方式の量子コンピュータを商用提供しているD-Wave Systemsと協業したほか、量子コンピューティング活用支援や量子アニーリングと相互運用できるGPUベースの高性能な計算基盤の提供も行っている。

## 事業内容
車載・産業機器・金融・医療分野向けの高速ソフトウェア開発とクラウドサービスを行っている。
高速ソフトウェア開発
- 組込み高速化
- 画像処理アルゴリズム開発
- 分散並列システム開発
- GPU向け高速化
- FPGAシステム開発
- 量子コンピューティング活用支援
- AI・深層学習向け技術支援
- 自動車向けソフトウェア開発
- フラッシュメモリ向けファームウェア開発

クラウドサービス
- 量子コンピューティング基盤「Fixstars Amplify」
- AIコード評価サービス「Siderscan」
- 乳がんAI画像診断支援「Smart Opinion」

## 取締役
| 代表取締役社長/CEO | 三木 聡     |
| 取締役             | 蜂須賀 利幸 |
| 取締役管理本部長   | 堀 美奈子   |
| 社外取締役         | 石井 真     |
| 社外取締役         | 遠藤 直紀   |
| 社外取締役         | 樺島 弘明   |
| 社外取締役         | 榎本 ゆき乃 |
| 社外監査役         | 泉谷 勇造   |
| 社外監査役         | 二階堂 洋治 |
| 社外監査役         | 志方 洋一   |

2023年6月現在

## 開発実績
- フィックスターズ、みずほ証券のデリバティブシステムをCell/B.E.で高速化に成功[3]
- 三菱総合研究所、動産担保融資における在庫データのモニタリングにCell/B.E.を活用[4]
- 米国空軍研究所，2016台のPS3を使ってクラスターシステム構築[5]
- フィックスターズとみずほ証券、 デリバティブ評価システムをインテルXeon Phiコプロセッサーで30倍高速化[6]
- 米国コールドスプリングハーバー研究所のメソスケールでの全脳神経回路マッピング研究を加速[7]
- ワイジェイFXのFPGAを利用した超高速取引システムの研究開発をサポート[8]
- 量子コンピューティング向け開発支援環境を開発[9]
- CES2019の最優秀賞を受賞したWHILL株式会社の自動運転システムの実現をサポート[10]
- 独自開発した画像情報ソフトウェアがOpenCVに正式実装[11]
- ルネサスとAD/ADAS向けAIソフトウェアをR-Car SoCに最適化するツール群を共同開発[12]

## 沿革
- 2002年8月 - 神奈川県横浜市に、有限会社フィックスターズを資本金500万円をもって設立。
- 2003年8月 - 資本金を2800万に増資し、株式会社フィックスターズへ組織変更。本社を東京都渋谷区鉢山町に移転。
- 2004年7月 - マルチコア技術開発部を設立。Cell/B.E.プログラムに取り組む。
- 2005年5月 - 本社を東京都渋谷区恵比寿に移転。
- 2005年9月 - ソニーコンピュータサイエンス研究所から田村 陽介を取締役CTOとして迎え入れる。資本金を3000万に増資。
- 2006年10月 - 本社を東京都港区港南（品川）に移転。岡本 伸一を社外取締役として迎え入れる。
- 2006年12月 - 資本金を1億4,150万円に増資。
- 2007年8月 - 資本金を1億7,145万円に増資。
- 2008年5月 - 資本金を1億9,680万円に増資。
- 2008年8月 - 品川開発センターを開設。
- 2008年11月11日 - 米Terra Soft SolutionsからYellow Dog Linuxを含む全事業を買収。買収した事業、従業員およびコロラド州の支社はフィックスターズが新たに設立した米国子会社Fixstars Solutions Inc.が引き継ぎ。
- 2008年12月 - 資本金を2億1,055万円に増資。
- 2009年12月 - Terra Soft Solutionsから引き継いだコロラドオフィスを閉鎖していたことを発表。
- 2010年3月 - 本社を東京都品川区大崎に移転。
- 2014年4月23日 - 東京証券取引所マザーズ上場。
- 2016年11月22日 - 東京証券取引所第一部に市場変更。
- 2017年6月26日 - 量子コンピュータを手掛けるD-Wave社との協業を開始。
- 2018年1月15日 - 自動運転分野での事業拡大を意図し、株式会社ネクスティエレクトロニクスと合弁会社Fixstars Autonomous Technologiesを設立
- 2019年8月 - AIによるソフトウェア開発マネジメントサービスであるSleeek事業の更なる事業化の推進を目指し、株式会社スリーク（現株式会社Sider）を設立
- 2019年10月 - AIによる乳がん等解析の事業化を目指し、プロディジーメディカル株式会社と合弁会社Smart Opinionを設立
- 2020年3月 - オスカーテクノロジー株式会社を子会社化
- 2020年12月 - 株式会社スリークの商号を株式会社Siderへ変更
- 2021年4月 - 本店を東京都港区に移転
- 2021年10月 - 量子コンピューティングクラウド「Fixstars Amplify」のサービス提供 及びコンサルティングを行う、株式会社Fixstars Amplifyを設立

## 関連サイトリンク
- フィックスターズ公式サイト
  - 株式会社フィックスターズ (@Fixstars_JP) - X（旧Twitter）
  - 株式会社フィックスターズ / Fixstars Corporation (Fixstars) - Facebook
- Fixstars Solutions, Inc.
- 株式会社Fixstars Amplify
  - Quantum Computing Information Site（量子コンピューティング情報サイト）
- 株式会社Fixstars Autonomous Technologies
- 株式会社Sider
- 株式会社Smart Opinion
- オスカーテクノロジー株式会社